# Idées (revue, 1969-2019)

La revue Idées (nom complet : Idées économiques et sociales) est une revue française trimestrielle de sciences économiques et sociales, créée en 1969,, destinée aux professeurs de cette discipline et aux étudiants en sciences économiques, sociologie et science politique.
Jusqu'en 2003, elle s'appelait Documents pour l'enseignement économique et social (établis à l'intention des professeurs des sections B du second cycle des lycées) et garde souvent l'acronyme DEES.
Elle se veut un média privilégié de formation initiale et continue en économie et sociologie, notamment dans une optique didactique.
L'éditeur de la revue est le Centre national de documentation pédagogique (SCÉRÉN), établissement public du ministère de l'Éducation nationale.
La revue disparaît en 2019 après 50 ans d'existence, le ministère de l'Education Nationale alors dirigé par Jean-Michel Blanquer ayant décidé d'arrêter son financement.[réf. souhaitée]
Un collectif de professeurs de SES décide en 2022 de faire renaître cette revue, cette fois-ci sans dépendre du ministère et avec un soutien financier de l'APSES (association des professeurs de SES) et en 2023 ce projet se concrétise avec la création de la revue en ligne RessourSES .

## Rubriques régulières
- dossier thématique sur un thème de fond au cœur de la pensée et de l’actualité économique et sociologique ;
- notes pratiques offrant des supports pédagogiques utilisables en classe ;
- SES plurielles : articles de fond sur les connaissances nécessaires à l'étude des questions et des problématiques au programme ;
- (Re)découverte : réédition d'articles ou de documents « classiques » des sciences sociales ;
- Vie de la discipline : informations sur les concours, les programmes, la filière ES, ainsi que les débats en cours et les évènements qui rythment l'histoire de la discipline ;
- notes de lecture.